# Код винятковості. Живи за власними правилами (книга)
Код винятковості. Живи за власними правилами (англ. The Code of the Extraordinary Mind: 10 Unconventional Laws to Redefine Your Life and Succeed On Your Own Terms)  – книга малайсько-естонського підприємця, автора низки праць з особистісного й духовного розвитку, засновника та виконавчого директора малайзійської компанії Mindvalley Вішена Лак'яні. Вперше вийшла 10 травня 2016 року в американському видавництві «Rodale Books » (Еммаус, штат Пенсільванія). Українською мовою перекладена та опублікована 2019 року видавництвом «Наш формат» (перекладач – Наталія Валевська).
У 2018 році книга стала бестселером за версією авторитетних видань «New York Times» та «USA Today».

## Огляд книги
Більшість із нас живе за усталеними правилами, чітко наслідуючи буття своїх батьків, дідів та прадідів. Нам здається, що ми знаємо все про те, як працює світ, культивуємо стандарт ідеї любові, духовності, щастя, життєвої діяльності… Насправді ж, термін придатності класичних стандартів буття давно закінчився. Для успіху й досягнення цілей потрібні нові підходи.  
Ця книга навчить мати власну думку, не пливти за течією конформізму, ставити все під сумнів, не боятись кидати виклик перешкодам та сміло їх переборювати. «Код винятковості» - перелік ефективних законів, які здатні звільнити від кайданів буденного життя.

## Основний зміст
Вішен Лак'яні дає дієві рекомендації щодо покращення життя та особистісного розвитку. Зокрема показує, як подолати застарілі та малоефективні переконання, повірити в себе, не жити за правилами суспільства, визначати пріоритети власного розвитку. Пропонує ексклюзивний курс вправ та медитацій «Extraordinary By Design», який було створено на основі багаторічного досвіду та численних інтерв’ю (наприклад, з такими видатними особистостями як Ілон Маск, Пітер Діамандіс, Аріанна Хаффінгтон, Майкл Беквіт та ін.). Дотримуючись життєвих правил Лак'яні, можна навчитись тверезо сприймати реальність, грамотно визначати цілі, в цілому зробити власне буття винятковим. 
Із книги ви дізнаєтеся, як підтримувати баланс між такими категоріями, як: здоров'я, багатство, духовність, новий досвід, кар'єра, сімейне та громадське життя. Курс розрахований на 10 тижнів.

## Відгуки про книгу
«Ця книга змусить вас поставити під сумнів все, що ви думали, що ви знали про своє життя». - Дейв Еспрі, засновник компаній «Bulletproof Exec» та «Bulletproof Coffee »
«Прочитайте цю книгу, і ви станете надзвичайною людиною, такою, якою маєте бути». - JJ Virgin, популярний блогер, експерт з фітнесу й здорового харчування NY Times

## Переклад українською
- Вішен Лак'яні. Код винятковості. Живи за власними правилами / пер. Наталія Валевська. — К.: Наш Формат, 2019. — ISBN 978-617-7682-52-2.